# 赫弗尔霍夫
赫弗尔霍夫（德語：Hövelhof，發音：[ˈhøːvl̩ˌhoːf] ⓘ）是德国北莱茵-威斯特法伦州代特莫尔德行政区帕德博恩县的市镇，面积70.74平方千米，2023年12月31日人口为16,704人。